# Estat d'ànim
L'estat d'ànim és un estat emocional o psíquic que roman durant un període més o menys llarg. Els estats d'ànim es diferencien de les emocions perquè són menys específics, menys intensos, més duradors i menys donats a ser activats per un determinat estímul o esdeveniment.
Els estats d'ànim solen categoritzar-se com a bon i mal estat d'ànim. A diferència de les emocions, com la por o la sorpresa, un estat d'ànim pot perdurar durant mesos.
També es diferencien del temperament o de la personalitat, els quals generalment no solen tenir un component temporal, sinó que són actituds permanents en el temps. No obstant això, alguns determinats tipus de personalitats, com l'optimisme o la neurosi, poden predisposar al subjecte a uns determinats estats d'ànim. Certes alteracions de l'estat d'ànim com la depressió o el trastorn bipolar formen una classe de patologies anomenades trastorns de l'estat d'ànim.
Segons alguns psicòlegs com Robert Thayer, l'estat d'ànim és una relació entre dues variables: energia i tensió. Segons aquesta teoria, l'estat d'ànim divergiria entre un estat energètic (de més cansat a més actiu) i un estat referit al grau de nerviosisme (entre més calmat o més tens), i es consideraria el millor un estat calmat-energètic i el pitjor un estat tens-cansat. Thayer també defensa una connexió especial entre alimentació i exercici físic amb l'estat d'ànim.
Una recent metaanàlisi va arribar a la conclusió que, contràriament a l'estereotip de l'artista patidor, la felicitat és un dels factors que propicien la creativitat, mentre que un baix estat d'ànim propiciaria menors nivells de creativitat.

## Tipologies d'estats d'ànim

### Bon estat d'ànim
Un bon estat d'ànim pot ser causat per molts aspectes diferents de la vida, així com tenir certs efectes en el conjunt de la gent. Dormir bé, tenir un estil de vida actiu, dedicar temps a fer coses que t'agradin o relacionar-te amb altra gent ajuda a mantenir un bon estat d'ànim. També pot tenir un impacte significatiu practicar tècniques de relaxació i mantenir una alimentació equilibrada.
L'estat d'ànim positiu facilita la resistència a les temptacions, especialment pel que fa a opcions d'aliments poc saludables. També s'ha demostrat que les relacions interpersonals tenen un efecte en el manteniment d'un estat d'ànim positiu. Les activitats socials es correlacionen amb l'estat d'ànim positiu i també indica que les interaccions socials amb les persones poden augmentar l'estat d'ànim positiu d'un individu. Per tant, les persones aïllades de la societat o en el grup extern poden tenir un estat d'ànim més negatiu que els individus que tenen un cercle social fort.

### Mal estat d'ànim
El mal estat d'ànim pot ser causa de molts factors; viure en un estrés constant, dormir malament, no obtenir resultats positius o simplement per una mentalitat negativa. El mal estat d'ànim pot crear malalties mentals com la depressió, el trastorn bipolar o la distímia entre d'altres.

## Definició d'estat d'ànim
Robert E. Thayer defineix un estat d'ànim com un sentiment de fons que persisteix en el temps. Les investigacions afirmen que els estats d'ànim sorgeixen de l'energia i la tensió i que aquests es poden entendre a partir de quatre estats bàsics que depenen de l'espectre energia-tensió:
- Calma-energia: És l'estat on el subjecte se sent a gust, amb confiança i optimista. És l'estat ideal per realitzar activitats com el treball i l'estudi ja que es presenta amb alta energia i tensió baixa. Regularment sol presentar-se als matins.
- Calma-cansament: És la sensació prèvia al somni en què el subjecte assoleix un punt on no hi ha energia ni tensió.
- Tensió-energia: És la sensació que experimenta el subjecte quan se li ha acabat el temps per complir alguna activitat, sigui lliurar una feina, pagar un servei, atendre una cita, etc. La sensació d'urgència genera una freqüència cardíaca elevada perquè el cos està alliberant adrenalina, cosa que fa que es presentin alts nivells d'energia i tensió.
- Tensió-cansament: És l'estat que s'origina quan hi ha esgotament. En aquest punt hi ha pensaments negatius perquè hi ha cansament físic acompanyat d'ansietat nerviosa. És un estat de baixa energia i alta tensió que comunament esdevé durant les tardes.

Les fluctuacions de l'humor són eminentment modulades per la satisfacció o la insatisfacció de diverses necessitats instintives (fam, set, somni, sexualitat); relacionals (vida conjugal, familiar, professional); o culturals (lleure, vacances). Les variacions patològiques de l'humor es poden fer en el sentit negatiu (la depressió), en positiu (un caràcter molt expansiu) o en inscriure's en el sentit d'una indiferència.
- Humor depressiu o distímia: els afectes depressius expressen matisos des de la morositat, la llanguiment, la nostàlgia, la ideació suïcida o el desànim fins a la depressió més autèntica i més profunda, estat de tristesa patològic i de dolor moral. Aquesta disfòria s'acompanya d'un sentiment de desvalorització de si mateix, pessimisme, cansament i inhibició.
- Humor expansiu o hipertímia: expressa matisos des de la satisfacció, el benestar, la felicitat o l'eufòria fins a l'èxtasi. Aquests estats d´exaltacions tímics són de graus molt diversos, des de la hipomania habitual d´alguns subjectes hiperactius fins a la gran excitació tímica, ideàtica i motora de la mania aguda. Algunes intoxicacions (alcohol, èter, amfetamines) poden donar lloc a exaltacions tímiques passatgeres.
- Humor neutre o eutímia: alguns estats afectius es caracteritzen a la inversa dels precedents per una fredor, neutralitat o atonia, pel caràcter indiferenciat de l'humor, que sembla inaccessible als estímuls habituals. Un humor totalment neutre suposaria una indiferència total i no s'observa en condicions psicològiques normals. casos d'embotament tímic (aplanament afectiu) i indiferència aparent, alternant de vegades amb uns accessos depressius o eufòrics.[15]